# 9775 Joeferguson
9775 Joeferguson este un asteroid din centura principală de asteroizi.

## Descriere
9775 Joeferguson este un asteroid din centura principală de asteroizi. A fost descoperit pe 19 iulie 1993 la Observatorul La Silla de Eric Walter Elst. El prezintă o orbită caracterizată de o semiaxă mare de 2,61 ua, o excentricitate de 0,15 și o înclinație de 2,6° în raport cu ecliptica.